# ازموند ری لانگ
اِزموند رِی لانگ (انگلیسی: Esmond Ray Long؛ ‏ ۱۶ ژوئن ۱۸۹۰ – ۱۱ نوامبر ۱۹۷۹) پزشک متخصص آسیب‌شناسی و همه‌گیرشناسی و مورخ تاریخ پزشکی اهل ایالات متحده آمریکا بود. وی استاد آسیب‌شناسی دانشگاه پنسیلوانیا و مابین سال‌های ۱۹۳۵ تا ۱۹۵۵ رئیس مؤسسه فیپس برای مطالعه، درمان و پیشگیری از سل بود. وی در جریان جنگ جهانی دوم در «سپاه پزشکی ارتش ایالات متحده» خدمت کرد و در آنجا رئیس «برنامهٔ سل» ارتش بود.
او در شیکاگو به‌دنیا آمد. پدرش استاد رشتهٔ شیمی در دانشگاه نورث‌وسترن و از پیشگامان شیمی فیزیولوژیکی بود. خودش نیز ابتدا در دانشگاه شیکاگو در رشتهٔ شیمی تحصیل کرد. وی در آنجا عضو دو صحرانوردی (۱۹۰۹) و دو و میدانی (۱۹۱۰) دانشگاه بود. لانگ پس از دریافت مدرک کارشناسی خود، وارد دانشکدهٔ پزشکی شد و در سال دوم دانشجویی خود دچار خونریزی ریوی گردید. او خود توانست با آزمایش خلط سینه، مایکوباکتریوم توبرکلوزیس را از آن جدا کرده و متوجه شد که دچار سل شده است. لانگ شش سال آتی را صرف درمان‌های بی‌اثر مختلف برای این بیماری‌اش کرد، در حالی که مطالعه و پژوهش در مورد سل را رها نکرد. او این مسیر پژوهشی را تا نیم قرن آینده زندگی‌اش ادامه داد. در طی سال‌های ۱۹۱۷–۱۹۱۸ و دوباره در سال ۱۹۲۰، لانگ در آزمایشگاه ساراناک برای مطالعه سل و زیر نظر مدیر آن ادوارد آر. بالدوین کار می‌کرد. لانگ پی‌اچ‌دی خود را در سال ۱۹۱۸ با پایان‌نامه‌ای تحت عنوان «برخی از مراحل متابولیسم طبیعی و غیرطبیعی پورین در انسان و حیوانات اهلی» دریافت کرد. لانگ در تابستان ۱۹۱۹ به عنوان کارورز در «بیمارستان ریسپشن ساراناک لیک» کار کرد و در حالی که خارج از چادر زندگی می‌کرد، مشغول خدمت‌رسانی به بیماران شد در همان سال او به اندازه کافی بهبود یافته بود تا به دپارتمان آسیب‌شناسی در دانشگاه شیکاگو بپیوندد، و به عنوان مدرس مشغول به کار گردد. لانگ در سال ۱۹۲۱، به عنوان استادیار دانشگاه انتخاب شد. او تابستان را در مدرسه پزشکی دانشگاه استنفورد گذراند و روی یک مطالعه بالینی کار کرد. وی پس از ازدواج مدتی را در اروپا گذراند و در دانشگاه کارل زیر نظر آنتون گون به پژوهش پرداخت. لانگ در سال ۱۹۲۳ دانشیار دانشگاه شد. او در طول مطالعات خود در مورد سل، اغلب با دستیارش فلورانس باربارا سیبرت همکاری می‌کرد. این دو آنها با همکاری هم پروتئینی را جدا کردند که ماده مؤثره سل را تشکیل می‌داد. لانگ در سال ۱۹۲۶ مدرک دکترای پزشکی خود را از «کالج پزشکی راش» که در آن زمان بخشی از دانشگاه شیکاگو بود دریافت کرد.
با آغاز جنگ جهانی دوم، «شورای ملی پژوهش‌های علمی» در سال ۱۹۴۰ از لانگ خواست تا ریاست کمیته فرعی سل را در لشکر علوم پزشکی بر عهده بگیرد. پس از ورود ایالات متحده آمریکا به جنگ در سال ۱۹۴۱، لانگ یک مأموریت نظامی با درجهٔ سرهنگ در سپاه پزشکی دریافت کرد. او با خانواده‌اش به واشینگتن، دی.سی. نقل مکان کرد تا بتواند در دفتر جراح کل ایالات متحده آمریکا کار کند. به عنوان مدیر برنامه سل ارتش ایالات متحده، لانگ یک برنامه غربال‌گری را برای دور نگه داشتن سل از نیروهای مسلح و نظارت بر برنامه‌های پژوهش و درمان سل در ایالات متحده  آغاز کرد. لانگ در سال ۱۹۴۵ به جبهه نبرد اروپا رفت و در آنجا از پرسنل پزشکی ارتش که در حال درمان زندانیان سابق اردوگاه‌های کار اجباری بوخنوالد و اردوگاه کار اجباری داخائو بودند، بازدید کرد. وی پس از جنگ برنامه درمان سل را در آلمان تحت اشغال متفقین سازمان‌دهی کرد.
لانگ از سال ۱۹۴۷ تا ۱۹۵۲ دبیر اجرایی ژورنال «بررسی آمریکایی سل» بود و در سال ۱۹۴۸ سردبیر آن شد. او به عنوان ویراستار ویژهٔ پزشکی در نگارش فرهنگ لغت وبستر (ویرایش دوم) مشارکت داشت. لانگ از سال ۱۹۴۰ عضو انجمن فیلسوفان آمریکا و از سال ۱۹۴۶ عضو آکادمی ملی علوم ایالات متحده آمریکا بود. وی بیش از ۳۰۰ مقاله علمی و چندین کتاب نوشت.